# アイエーグループ
アイエーグループ株式会社(英称：I.A GROUP CORPORATION  )は神奈川県横浜市戸塚区に本社を置くオートバックスセブンのフランチャイジーであるカー用品店を中核とする持株会社。

## 傘下子会社の事業
中核子会社の株式会社アイエーは神奈川県を中心に東京都、岐阜県、愛知県でオートバックスセブンのフランチャイズ店を運営する。その他の傘下子会社にブライダル事業会社の株式会社アルカンシェルや不動産販売管理のアイディーエムなどを持つ。

## 沿革
- 1984年(昭和59年) - 神奈川県大和市において自動車用品販売を事業とする株式会社アイエー創設。オートバックスセブンとフランチャイズ契約を締結。
- 1989年(平成元年) - 横浜市戸塚区に本社移転。
- 1993年(平成5年) - 本社を現在地に移転。
- 1995年(平成7年) - 株式会社アイディーエムを子会社化。
- 1996年(平成8年)9月3日 - 株式を日本証券業協会の店頭銘柄として登録。
- 2004年(平成16年) - 店頭登録制度廃止によりジャスダックに株式上場。
- 2008年(平成20年) - フレンド21を子会社化。フレンド21は商号をアルカンシェルに変更。持株会社体制に移行し、商号をアイエーグループ株式会社に変更。カー用品事業を株式会社アイエー（現・連結子会社）に承継し、アルカンシェルのカー用品事業の会社分割により成立した株式会社フレンド21を合併。
- 2013年(平成25年) - 株式会社エフ・エム・クラフトを子会社化。
- 2014年(平成26年)-子会社アドバンス清算。株式会社オートバックス神奈川を子会社化し、株式会社アイエーと合併。
- 2018年(平成30年)-連結子会社アイエーの完全子会社（孫会社）として株式会社アイエーオートバックスを設立。東北エリアで店舗譲渡を受け営業開始

## 参考資料
- アイエーグループ株式会社第32期 有価証券報告書(EDINET - 閲覧)
- アイエーグループ株式会社 コーポレートガバナンス報告書(東京証券取引所 - 閲覧)
- 会社四季報2014年３集夏号　第426号(東洋経済新報社)